# Byesville
Byesville és una població dels Estats Units a l'estat d'Ohio. Segons el cens del 2000 tenia 2.574 habitants.

## Demografia
Segons el cens del 2000, Byesville tenia 2.574 habitants, 1.064 habitatges, i 706 famílies. La densitat de població era de 1.024,6 habitants/km².
Dels 1.064 habitatges en un 33% hi vivien nens de menys de 18 anys, en un 46,3% hi vivien parelles casades, en un 15,7% dones solteres, i en un 33,6% no eren unitats familiars. En el 29,6% dels habitatges hi vivien persones soles el 12,9% de les quals corresponia a persones de 65 anys o més que vivien soles. El nombre mitjà de persones vivint en cada habitatge era de 2,42 i el nombre mitjà de persones que vivien en cada família era de 3,01.
Per edats la població es repartia de la següent manera: un 27,4% tenia menys de 18 anys, un 9,1% entre 18 i 24, un 26,8% entre 25 i 44, un 22,6% de 45 a 60 i un 14,1% 65 anys o més.
L'edat mediana era de 36 anys. Per cada 100 dones de 18 o més anys hi havia 84 homes.
La renda mediana per habitatge era de 28.136 $ i la renda mediana per família de 35.690 $. Els homes tenien una renda mediana de 29.673 $ mentre que les dones 18.346 $. La renda per capita de la població era de 13.270 $. Aproximadament el 10,9% de les famílies i el 15,2% de la població estaven per davall del llindar de pobresa.

## Poblacions més properes
El següent diagrama mostra les poblacions més properes.